# Сколопендра Лукаса
Сколопендра Лукаса (лат. Scolopendra lucasi) — вид многоножек из класса губоногих (Chilopoda). Распространён в Южной Европе.

## Строение
Тело ржавого цвета, голова сердцевидной формы. На всех тергитах, за исключением двух последних, имеются две расходящихся бороздки. На стернитах присутствуют аналогичные вдавления, которые, однако, не сходятся со спинными. Бока туловища с оторочкой, а боковые части слегка закруглённой сзади заднепроходной заслонки оканчиваются простым шипом. Чуть-чуть сжатые, относительно тонкие задние ноги не имеют сверху на бедренной части острого ребра, а вооружены только двумя-тремя шипиками, внизу же всегда только двумя. На пластинках мандибул и максилл по пять зубцов.